# Gallertfleischiger Fältling
Der Gallertfleischige Fältling (Merulius tremellosus, Syn. Phlebia tremellosa) ist eine Pilzart aus der Familie der Fältlingsverwandten (Meruliaceae).

## Merkmale

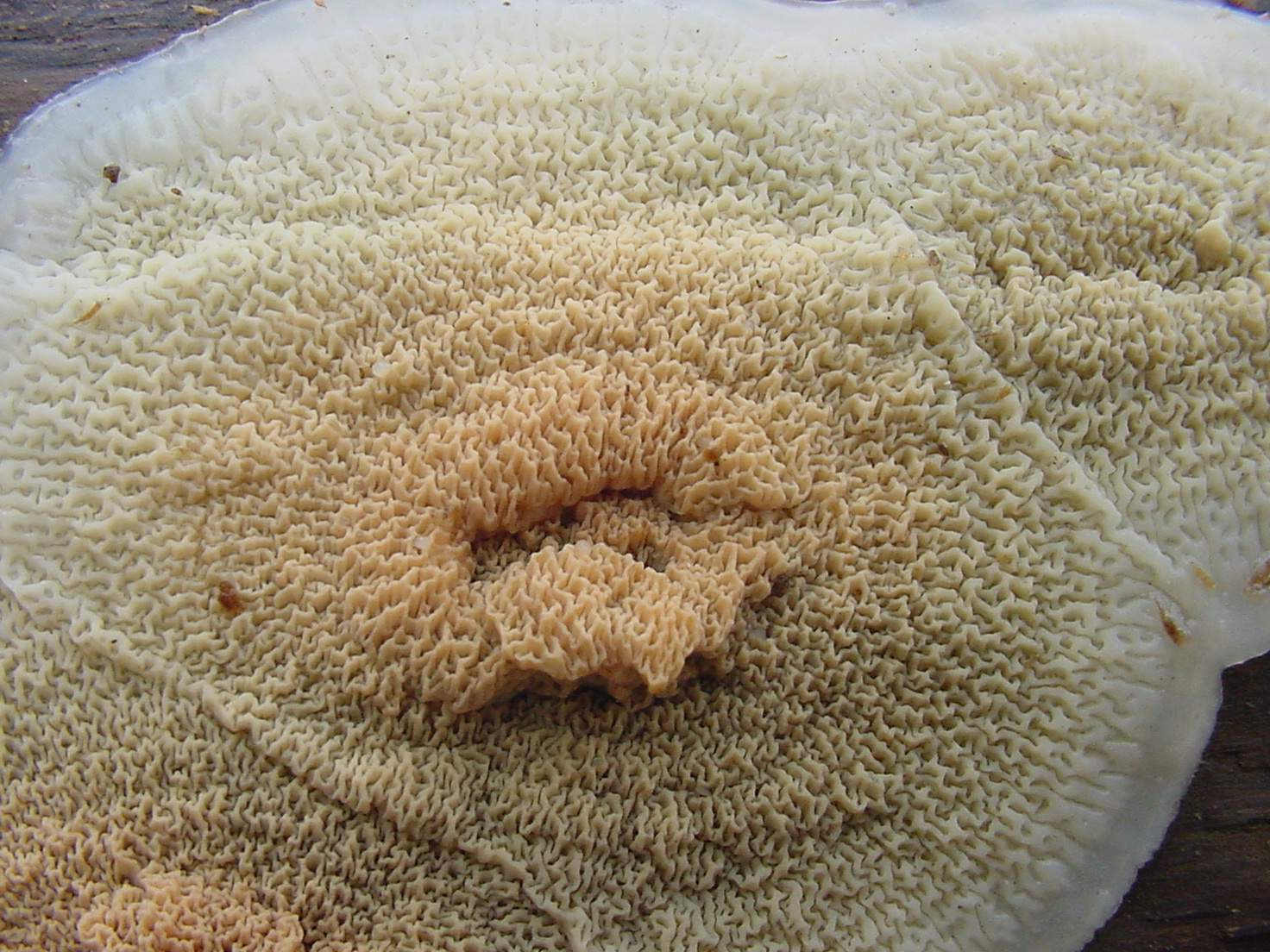
Ein frischer, flächig wachsender Fruchtkörper des Gallertfleischigen Fältlings mit meruloidem Hymenophor

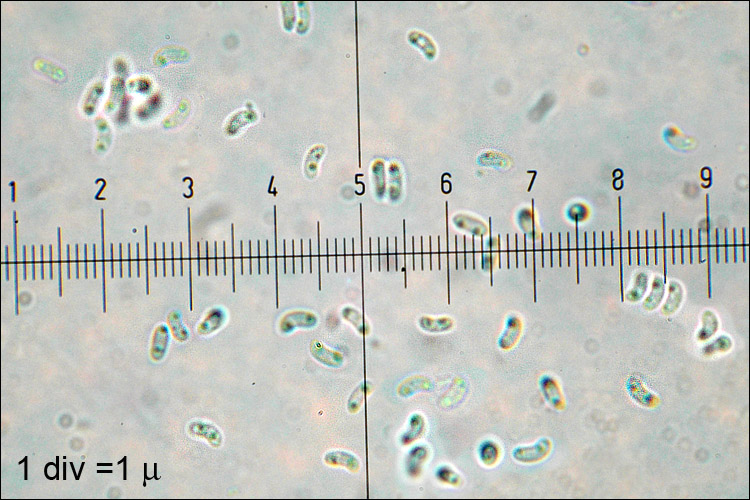
Sporen des Gallertfleischigen Fältlings im Lichtmikroskop

### Makroskopische Merkmale
Die einjährigen Fruchtkörper stehen meist vom Substrat ab, nur selten liegen sie vollständig an. Oft sitzen mehrere Hüte übereinander. Sie sind halbkreisförmig und haben eine fest-gallertige Konsistenz. Die Oberseite ist behaart. Das Hymenophor auf der Unterseite ist gelblich-orange gefärbt und faltig-netzig oder gewunden-rippig mit Querverbindungen strukturiert (merulioid). Manchmal erscheint es fast poroid. Die Fruchtschicht (Hymenium) überzieht nicht nur die vermeintlich geschützten Gruben, sondern die gesamte Oberfläche inklusive der erhabenen Falten. Das Fleisch (Trama) ist 2-schichtig (dimitisch) aufgebaut.

### Mikroskopische Merkmale
Die Hyphenstruktur ist monomitisch. Die Hyphen selbst sind hyalin und stark verzweigt. Sie besitzen Schnallen an den Querwänden (Septen). Leptozystiden sind wenige vorhanden. Sie sind glatt oder teils etwas inkrustiert. Die schmal keuligen Sporenständer (Basidien) stehen in einer dichten Palisade. Sie sind ebenfalls hyalin und besitzen an der Basis eine Schnalle. Die kleinen, zylindrisch-würstchenförmigen Sporen sind glatt, hyalin, dünnwandig und zeigen unter Zugabe von Iod-Lösung keine Farbreaktion (inamyloid). Sie sind 3,5–4,5 × 1–1,5 µm groß.

## Artabgrenzung
Der Gallertfleischige Fältling kann kaum mit anderen Arten verwechselt werden. Charakteristisch sind die faltige Unterseite, die haarige Oberseite und die zäh-biegsame Konsistenz.

## Ökologie und Phänologie
Der Gallertfleischige Fältling ist in Laub- und Mischwäldern sowie entsprechenden Forsten aller Art anzutreffen, wenn diese nicht zu trocken sind. Bevorzugt werden dabei mittelfeuchte Buchen-, Hainbuchen-Eichen- und Auwälder. Gelegentlich ist er auch in Parks, Gärten und ähnlichen Biotopen zu finden. Der Pilz lebt als Saprobiont auf liegenden, meist entrindeten Stämmen und Ästen sowie an Stümpfen. Im Holz verursacht er eine Weißfäule. Besiedelt werden in erster Linie Laubhölzer, meist Rotbuche. Nur selten wächst er auf Nadelholz.
Die Fruchtkörper erscheinen vor allem im Herbst von September bis November. Bei geeigneten Bedingungen sind sie das ganze Jahr über anzutreffen.

## Verbreitung
Der Gallertfleischige Fältling ist in der Holarktis in Nordamerika, Europa, Sibirien und Japan sowie in Indien verbreitet. In Europa reicht das Gebiet von Großbritannien, Frankreich, Portugal und Spanien im Westen ostwärts bis Polen, Tschechien, zur Slowakei und Ungarn. Nach Norden reicht das Areal bis zu den Hebriden sowie Fennoskandinavien und Lappland.
In Deutschland ist der Pilz überall verbreitet bis gemein. Es sind nur wenige Ausdünnungsgebiete vorhanden.

## Belege